# M1A Moskwa
Die M1A „Moskwa“ (russisch М1А «Москва») ist ein sowjetisches Motorrad. Die Serienfertigung begann 1946 in Moskau im Moskauer Motorradwerk (Московский мотоциклетный завод, Moskowski Motozikletny Sawod, kurz MMS). 1951 wurde die Produktion nach Minsk zur Minsker Motorrad- und Fahrradfabrik (Минский мотоциклетно-велосипедный завод, Minski Motozikletno-Welosipedny Sawod, kurz MMWS) verlegt, wo sie noch bis 1956 lief und dann zu Gunsten des überarbeiteten Modells M1M „Minsk“ eingestellt wurde.
Das Modell ist ein Nachbau der unter Leitung von Hermann Weber konstruierten und von 1940 bis 1944 von der Auto Union AG im DKW-Stammwerk Zschopau gebauten DKW RT 125, deren Konstruktion nach dem Ende des Zweiten Weltkriegs nicht mehr geschützt (a) war und von verschiedenen Herstellern in mehreren Ländern nachgebaut wurde.

## Modellgeschichte und Technik
Das Moskauer Motorradwerk entstand noch im Zweiten Weltkrieg aus einem Unternehmensteil der ehemaligen Dux Fahrradwerke, als dort die Fertigung des Motorrads M-72 eingerichtet wurde. Aufgrund der Kampfhandlungen rund um Moskau wurde das Werk in den Ural evakuiert, der dort gegründete Standort wurde später als Irbitski Motozikletny Sawod eigenständig. Im Moskauer Werk nahm man noch im Krieg die Arbeiten wieder auf.
Die modernen Fertigungsanlagen des ehemaligen DKW-Stammwerks wurden ab 3. Juli 1945 auf Befehl der Sowjetischen Militäradministration in Deutschland (SMAD) als Reparationsleistung bis zum 24. April 1946 komplett demontiert und in die Sowjetunion transportiert. In Moskau wurden Teile des Maschinenparks unter Anleitung einer Gruppe von zwangsverpflichteten DKW-Ingenieuren wieder aufgebaut, dort begann man im März mit den Vorbereitungen der Fertigung der DKW RT 125 nach Vorkriegsplänen. Die Serienfertigung der so entstandenen M1A „Moskwa“ begann im Herbst 1946.
Sozusagen in der Sowjetunion weitergebaut, hatte das Motorrad die gleichen Merkmale wie die RT 125:
Einrohrrahmen mit Unterzug; Parallelogrammgabel mit Tonnenfeder als Vorderradführung, ungefederte Radaufhängung des Hinterrads; fahrtwindgekühlter Einzylinder-Zweitaktmotor mit Schnürle-Umkehrspülung und Flachkolben (Motorblock und Zylinderkopf aus einer Aluminiumlegierung, Zylinder aus Grauguss), Gemischschmierung.
Die Antriebskraft wird vom Motor über eine Lamellenkupplung an das Getriebe (Primärtrieb) und von dort an das Hinterrad (Sekundärantrieb) jeweils mit einer Kette übertragen.
In den folgenden Jahren wurden auf Basis der M1A mehrere andere Motorräder entwickelt, unter anderem ab 1947 eine Rennsportversion M1E mit 7,5 PS (bzw. 10 PS bei Verwendung von Rennbenzin), einem höheren Verdichtungsverhältnis und geänderten Steuerzeiten. Basierend auf diesem Modell gab es Versuchsmaschinen mit Flüssigkeitskühlung, Aufladung und sogar Viertaktmotoren mit hängenden Ventilen. Noch 1951 wurde die M1W entwickelt, eine Variante mit geänderten Radaufhängungen vorne und hinten, die besser für Fahrten auf schlechten Straßen und im Gelände geeignet war. Sie kam in Moskau jedoch nicht mehr in die Produktion.
Die Serienfertigung dauerte in Moskau bis zum 6. Mai 1951. Das Werk baute bis zum Produktionsende 91.506 Motorräder des Typs Moskwa, darunter 252 Stück der M1E. Die geplante Herstellung von 80.000 Einheiten pro Jahr wurde nie erreicht. Auf Befehl Nr. 494 vom 12. Juli 1951 des Ministeriums für die Automobilindustrie der Sowjetunion wurde die Produktion danach in die Minsker Motorrad- und Fahrradfabrik verlagert, wo das Modell noch bis 1956 als Moskwa produziert wurde. Nach einer Überarbeitung erhielt sie die Bezeichnung M1M „Minsk“ (russisch М1М «Минск»), unter der sie noch bis 1961 hergestellt wurde.
Die M1A „Moskwa“ und die ebenfalls ab 1946 gebaute К-125 sind im Aufbau fast gleich. Die Unterschiede betreffen vor allem die elektrische Ausrüstung: Bei der M1A befanden sich Zündschloss und die Kontrollleuchten im Scheinwerfergehäuse, während sie bei der К-125 wie beim deutschen Vorbild in den Spulenkasten unterhalb des Sattels eingefügt waren.
In neueren Quellen wird das Fahrzeug teilweise als M-1A „Moskwa“ bezeichnet, zeitgenössische sowjetische Literatur oder Unterlagen vom Hersteller aus den 1950er-Jahren kennen diese Schreibweise nicht.

## Technische Daten
| M1A „Moskwa“          | M1A „Moskwa“                                              |
| --------------------- | --------------------------------------------------------- |
| Baujahre              | 1946–1956                                                 |
| Motor                 | fahrtwindgekühlter Einzylinder-Zweitaktmotor, Kickstarter |
| Steuerung             | Schlitzsteuerung                                          |
| Ladungswechsel        | Umkehrspülung                                             |
| Bohrung × Hub         | 52 × 58 mm                                                |
| Hubraum               | 123 cm³                                                   |
| Verdichtung           | 6,25 : 1                                                  |
| Nennleistung          | 4,25 PS (3,1 kW) bei 4500–4800/min                        |
| max. Drehmoment       | 0,82 kpm (8 Nm) bei 3200/min                              |
| Vergaser              | К-30                                                      |
| Schmierung            | Zweitaktgemisch 1 : 25                                    |
| Zündung               | Batteriezündung                                           |
| Lichtmaschine         | Typ G-35, 35 W                                            |
| Bordspannung          | 6 V                                                       |
| Kupplung              | Mehrscheibenkupplung im Ölbad                             |
| Getriebe              | 3-Gang mit Fußschaltung                                   |
| Endantrieb            | Kette                                                     |
| Rahmen                | Einrohrrahmen mit Unterzug                                |
| Maße (L × B × H)      | 1933 × 665 × 950 mm                                       |
| Radstand              | 1220 mm                                                   |
| Sitzhöhe              | 700 mm                                                    |
| Radaufhängung vorn    | Parallelogrammgabel mit Tonnenfeder                       |
| Radaufhängung hinten  | Starrrahmen                                               |
| Bereifung vorn        | 2,50–19″                                                  |
| Bereifung hinten      | 2,50–19″                                                  |
| Bremse vorn           | Innenbacken-Trommelbremse (Halbnabe)                      |
| Bremse hinten         | Innenbacken-Trommelbremse (Halbnabe)                      |
| Leergewicht           | 80 kg                                                     |
| zul. Gesamtgewicht    | 230 kg                                                    |
| Tankinhalt            | 9 l                                                       |
| Höchstgeschwindigkeit | 70 km/h                                                   |